# مارتن كونواي
مارتن كونواي (بالإنجليزية: Martin Conway)‏ هو سياسي أيرلندي، ولد في 8 أبريل 1974 في جمهورية أيرلندا. حزبياً، نشط في فاين جايل. وقد انتخب عضو مجلس الشيوخ من أيرلندا عن دائرة اللجنة الإدارية ‏ وقد انضم خلال فترته النيابية ‏ (25 مايو 2011 – 9 فبراير 2016)  للكتلة البرلمانية فاين جايل وانتخب عضو مجلس الشيوخ من أيرلندا عن دائرة اللجنة الإدارية ‏ وقد انضم خلال فترته النيابية ‏ (8 يونيو 2016 – )  للكتلة البرلمانية فاين جايل.